# Michael Mangold
Johann Michael Mangold (* 29. April 1889 in Lochau; † 16. August 1968 ebenda) war ein österreichischer Politiker (CSP/ÖVP), Bäckermeister und Gastwirt. Er war von 1932 bis 1934 Abgeordneter zum Vorarlberger Landtag und von 1947 bis 1968 Bürgermeister von Lochau.

## Leben

### Ausbildung und Beruf
Mangold besuchte die Volks- und Bürgerschule in Bregenz und absolvierte danach zwischen 1904 und 1907 eine Lehre zum Maschinenbauer bei Wilhelm Welz in Bregenz-Vorkloster. Er bildete sich ein Jahr lang in der Schweiz weiter und besuchte während seiner Wanderjahre zwei Jahre lang die Abendklasse der Maschinenbauschule in der staatlichen Gewerbeschule in München. Während seiner Wanderjahre arbeitete er zudem in Italien, im Kronland Küstenland, in Kärnten, Salzburg, sowie Deutschland. Seinen Militärdienst leistete er von 1910 bis 1913 als Waffenmeister beim 1. Kaiserschützenregiment in Trient, danach absolvierte er von 1913 bis 1914 eine weitere Berufsausbildung in München. Er diente zwischen 1914 und 1918 im Ersten Weltkrieg und kämpfte in den Karpaten, in Polen und Russland sowie an den Fronten am Isonzo bzw. in Südtirol.
Nach seiner Rückkehr aus dem Krieg absolvierte er ab 1919 eine Lehre zum Starkstromtechniker bei den Vorarlberger Kraftwerken in Rieden und war danach Vorarbeiter und später in einer Chefmonteurstelle bei der VKW in Lustenau tätig. 1923 wechselte er mit dem Beginn einer Bäckerlehre erneut den Beruf und übernahm in der Folge den elterlichen Betrieb einer Bäckerei mit Gasthaus.

### Politik und Funktionen
Mangold trat der Christlichsozialen Partei bei und wirkte als deren Ortsparteiobmann in Lochau. Er engagierte sich zudem als Mitglied der Gewerkschaft der christlichen Metallarbeiter und wurde am 22. November 1932 als Abgeordneter des Wahlbezirkes Bregenz im Vorarlberger Landtag angelobt. Er war Mitglied im Finanz- und Steuerausschuss, im Volkswirtschaftlichen Ausschuss und im Rechtsausschuss und schied am 13. November 1934 aus dem Landtag aus. Lokalpolitisch war er ab 1926 als Mitglied der Gemeindevertretung von Lochau aktiv und war ab 1926 zudem Vizevorsteher in Lochau. 1938 verlor er seine Mandate infolge der Machtübernahme der Nationalsozialisten. Nach dem Ende des Zweiten Weltkriegs war Mangold von 1945 bis 1947 als Vertreter der Fraktion Lochau auch Mitglied des provisorischen Ausschusses von Bregenz und von 1947 bis 1968 Bürgermeister von Lochau.

### Privates
Michael Mangold war der Sohn des Bäckermeisters und Gastwirts Alois Mangold und dessen Gattin Maria Aschenbrenner. Er heiratete 1921 Anna Josefina Bickel und wurde 1925 und 1926 Vater je einer Tochter. Nachdem seine Frau bereits 1936 verstorben war, heiratete er 1937 Maria Katharina Ritter, wobei seiner zweiten Ehe fünf Söhne entsprangen die zwischen 1938 und 1948 geboren wurden.

## Auszeichnungen
- Große Silberne Tapferkeitsmedaille (Erster Weltkrieg)
- Kaiser Karl-Truppenkreuz (Erster Weltkrieg)
- Ehrenbürger der Gemeinde Lochau (1967)
- Ehrenring der Gemeinde Lochau (1967)
- Julius-Raab-Medaille (1958)